# Fanch Stephan
 (décembre 2018).
Pour les articles homonymes, voir Stephan.
Fañch Stephan, né à Saint-Pol-de-Léon en 1904, mort fusillé à Brest en juillet 1944, est un barde français, militant breton et résistant pendant la Seconde Guerre mondiale.

## Biographie
Il travaille à Saint-Pol-de-Léon comme tailleur et chante dans les pardons et les foires avec Francis Moal. Résistant, il est fusillé par les Allemands à Brest en juillet 1944.

### Le chansonnier
Avec son camarade Francis  Moal, il publie une dizaine de chansons d'actualité, en breton et français, sur l'Affaire Seznec, l’assassinat de Paul Doumer, l'attentat de Gwen ha Du à Rennes, ou contre le fascisme.

### Gorsedd de Bretagne
Disciple barde, il est intronisé au sein de la Gorsedd de Bretagne lors du congrès de Plestin en 1932 sous le nom druidique d'Alc'houeder Kreisker.

### L'attentat de Gwenn-ha-Du
En juillet 1932, le monument symbolisant l’union de la Bretagne à la France, inauguré vingt ans plus tôt à Rennes, est détruit par Gwenn-ha-Du. Suspect comme de nombreux militants bretons, il est interpellé  avec son camarade Francis Moal afin d'être interrogé. Après comparaison graphologique, il est innocenté et proteste vivement dans la revue du Gorsedd de Bretagne au premier trimestre 1933.

### La Résistance
En février 1942, Fanch Stephan rejoint la Résistance, en tant que sous-lieutenant, au sein du Réseau Centurie organisé dans le secteur de Morlaix. Il doit effectuer des opérations d'espionnage et de renseignement pour le compte de l'OCM. À la suite d'une dénonciation, il est arrêté avec dix-huit camarades à Saint-Pol-de Léon en juin 1944 et envoyé à la Prison de Pontaniou à Brest. Le 6 juillet 1944, il embarque en camion et disparaît.
Son corps est finalement retrouvé en 1962 lors d'un chantier sur le plateau du Bouguen à Brest.